# DD Stadsschutterij Maastricht

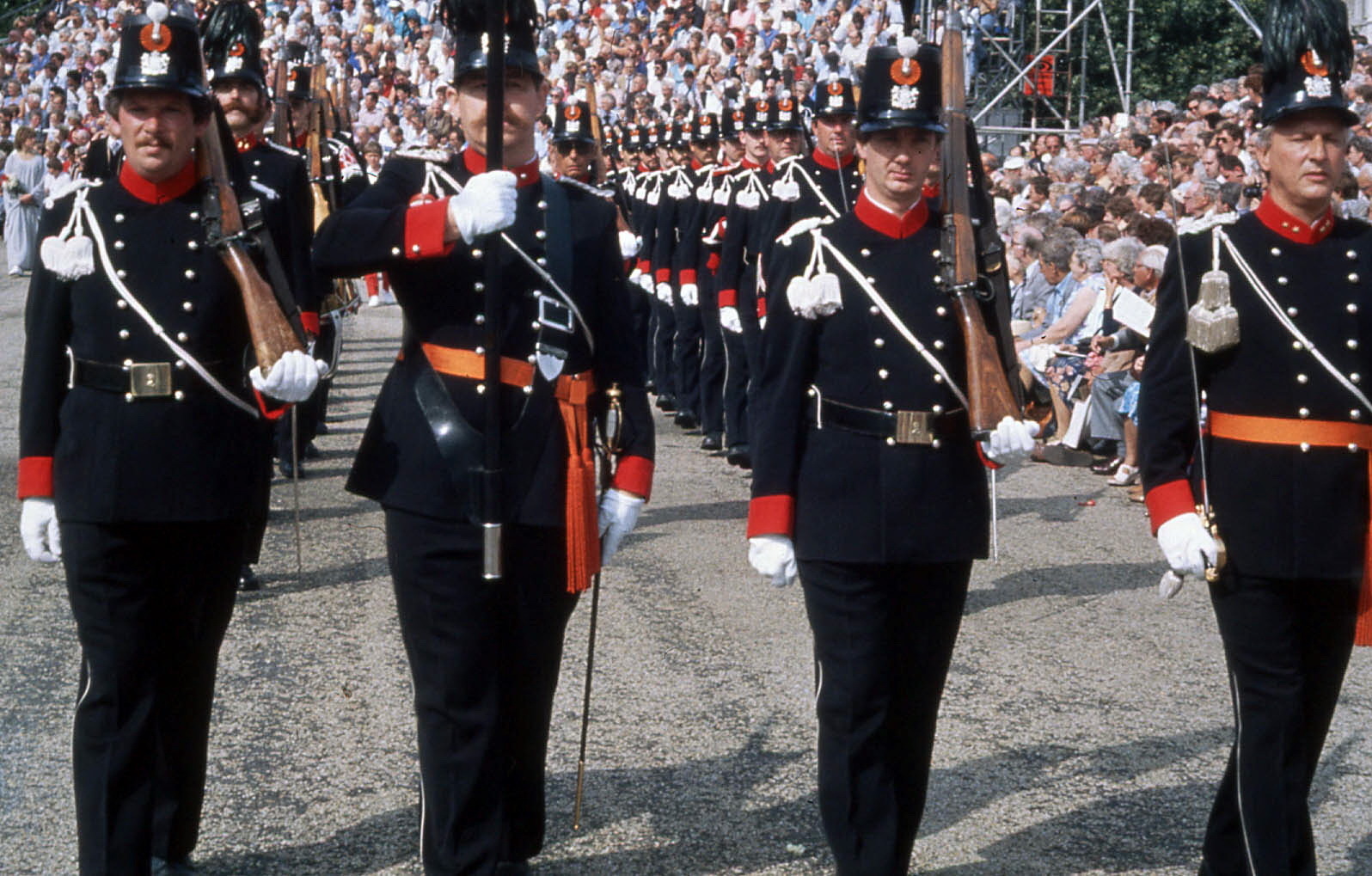
De DD Stadsschutterij Maastricht tijdens de Heiligdomsvaart van 1976

De DD Stadsschutterij Maastricht, ook wel Maestrichtsche DienstDoende Stadsschutterij 1815, is een schutterij in de Nederlandse stad Maastricht. Opgericht als stadsmilitie in 1815, leidde de schutterij in de negentiende eeuw een haperend bestaan, tot ze in 1980 opnieuw werd opgericht, nu als folkloristische vereniging met een ceremoniële functie. Het verenigingsgebouw bevindt zich aan de Brusselsestraat in het centrum van Maastricht.

## Geschiedenis

### Milities in Maastricht (vóór 1800)
Schutterijen of burgermilities bestonden in Maastricht al sinds de middeleeuwen. Ze werden beschouwd als gilden en de leden moesten een eed afleggen. Hun hoofdtaak was het meehelpen bij de verdediging van de stad en het handhaven van de orde, bijvoorbeeld bij grote evenementen als de Heiligdomsvaart. Van enkele zijn de namen bekend: de handboogschutters van Sint-Sebastianus en van Sint-Hilarius, de voetboogschutters van Sint-Anthonis en van Sint-Joris, en de busschutters, waarvan geen patroonheilige bekend is. Deze laatsten oefende op de Busschuttenhof aan de Boschstraat, het later Sphinxterrein. In Wyck was de schutterij genoemd naar de parochieheilige, Sint-Maarten. Na de inname van de stad door Parma in 1579 werden de schutterijen opgeheven. In 1592 was er sprake van heroprichting, maar dat is er waarschijnlijk niet van gekomen. In 1637, kort na het mislukte beleg door De Moncada, richtte stadscommandant Goldstein een schutterij van protestantse vrijwilligers op.

### Eerste DD Stadsschutterij (1815-1830)
De grondwet van 1815 stelde de oprichting van een stedelijke schutterij verplicht. Deze moest door het stadsbestuur worden betaald. In Maastricht werd dat de DD Stadsschutterij, maar over de financiering ontstond een geschil dat tussen 1819 en 1821 hoog opliep, de zogenaamde Schutterijkwestie. Het stadsbestuur weigerde in 1819 betaling aan de schutterij met de argumentatie dat de grondwet in Maastricht niet was afgekondigd, en dat die bovendien vanwege de historische tweeherigheid niet geldig was. Een Koninklijk Besluit van 3 maart 1821 royeerde de tien raadsleden die tegen de schutterijbetaling hadden gestemd. Ze werden door de Nederlandse staat voor het Hof van Assisen in Luik gedaagd, maar alleen viceburgemeester Hennequin werd vervolgd en uiteindelijk vrijgesproken. Hennequin kreeg na zijn vrijspraak een groots welkomstfeest aangeboden, hoewel hij door de koning wel ontslagen was. De schutterijwet werd aangepast, waarna Maastricht zich conformeerde.
De schutterij bestond destijds uit zes compagnieën van elk honderd man, onder leiding van een majoor-commandant, die terzijde werd gestaan door een adjudant, een kwartiermeester, een officier van gezondheid en een auditeur-militair. Vestingcommandant Dibbets hief de schutterij op 16 november 1830 op, kort na de instelling van de Blokkade van Maastricht, omdat hij de Maastrichtenaren niet betrouwbaar achtte in hun loyaliteit jegens het Verenigd Koninkrijk der Nederlanden.

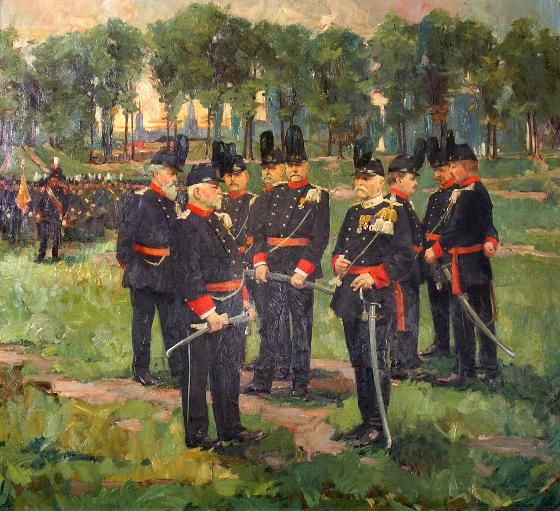
Groepsportret in De Kommen(?), tussen 1912 en 1916 geschilderd door Henri Jonas, Guillaume Eberhard en Rob Graafland, naar een studie van Henri Goovaerts

### Tweede DD Stadsschutterij (1868-1907)
In 1868 werd de schutterij opnieuw opgericht, nadat het hertogdom Limburg een jaar eerder uit de Duitse Bond was gestapt en de Schutterijwet in Maastricht en Sint Pieter weer van kracht werd. Het vaandel werd in 1871 door de burgerij geschonken. De schutterij had een eigen muziekkorps, dat in 1884 in de Stedelijke Muziekschool opging. Door de Landweer-wet van 24 juni 1901 werden alle schutterijen vervangen door landweer-eenheden, die bestonden uit dienstplichtigen en vrijwilligers (in 1922 opgeheven). De Stadsschutterij werd op 2 augustus 1907 officieel ontbonden. De toenmalige commandant, J. Schaepkens van Riemst, gaf het vaandel, de wapens en uniformen in bruikleen aan het Oudheidkundig Museum, destijds gevestigd in het Dinghuis.

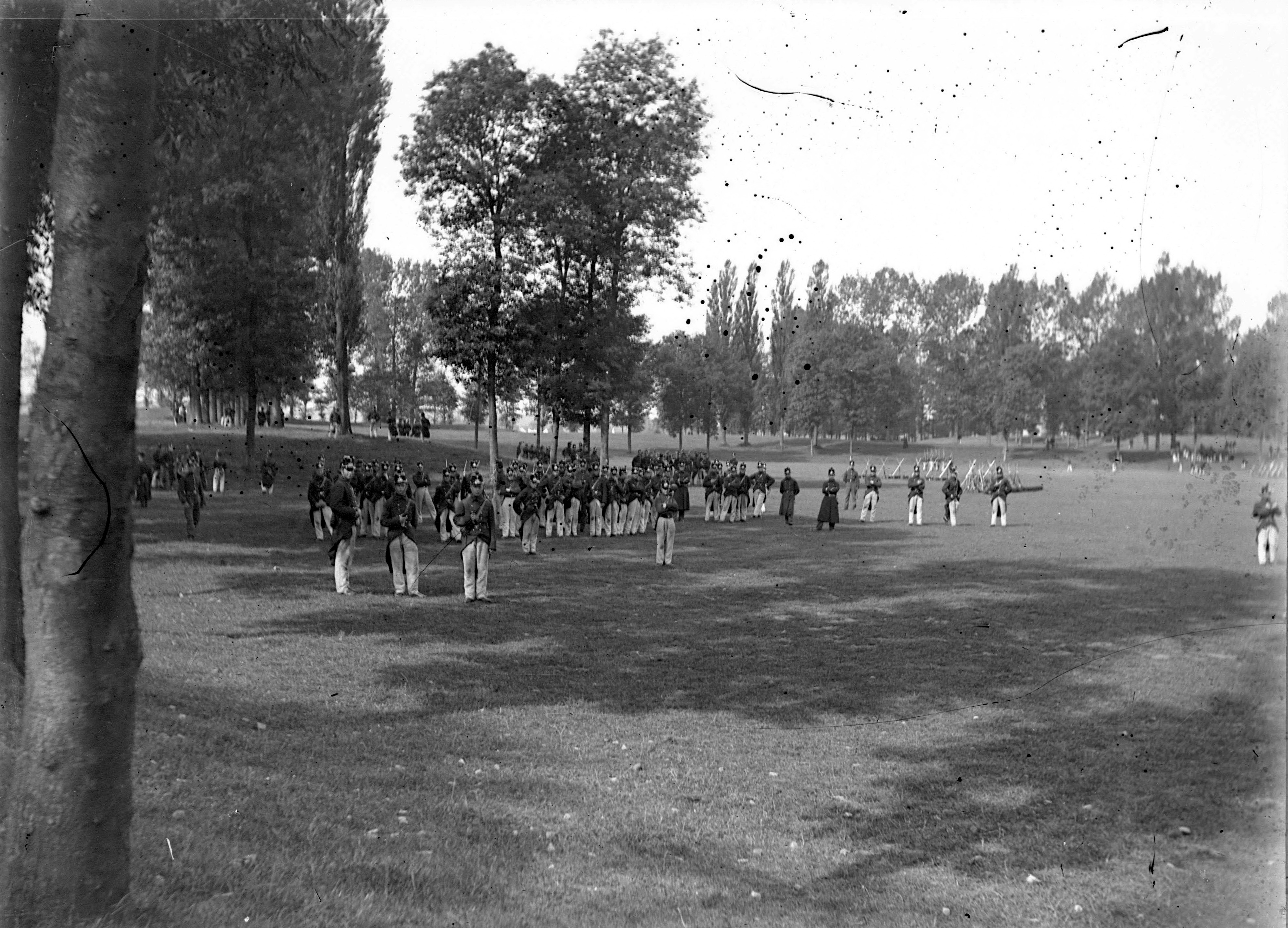
Militaire oefening in De Kommen, ca. 1885-1895
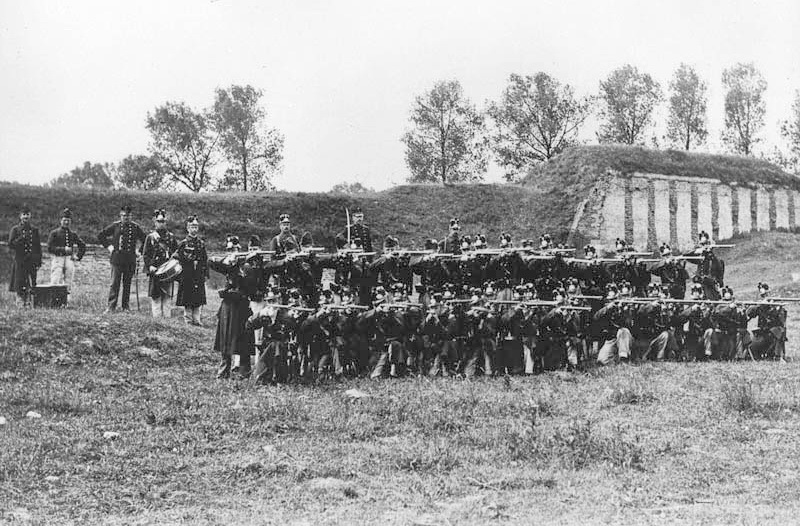
Groepsfoto, Linie van Du Moulin, ca. 1890-1910
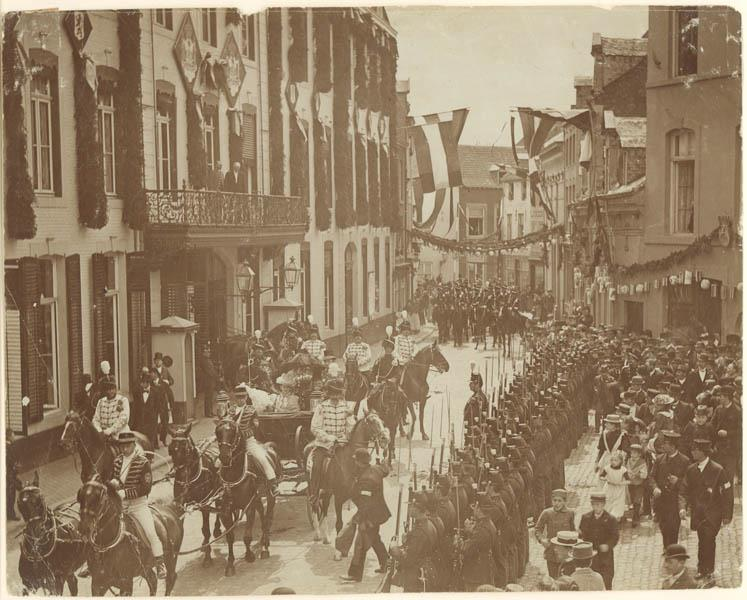
Eregarde koninklijk bezoek, Bouillonstraat, 1895
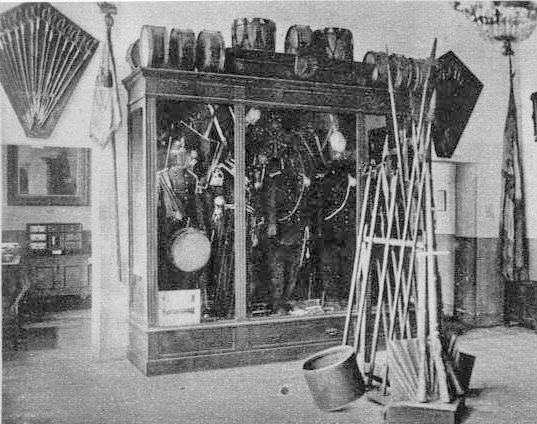
Schutterij-memorabilia in het LGOG-museum, 1925

### Derde DD Stadsschutterij (vanaf 1980)

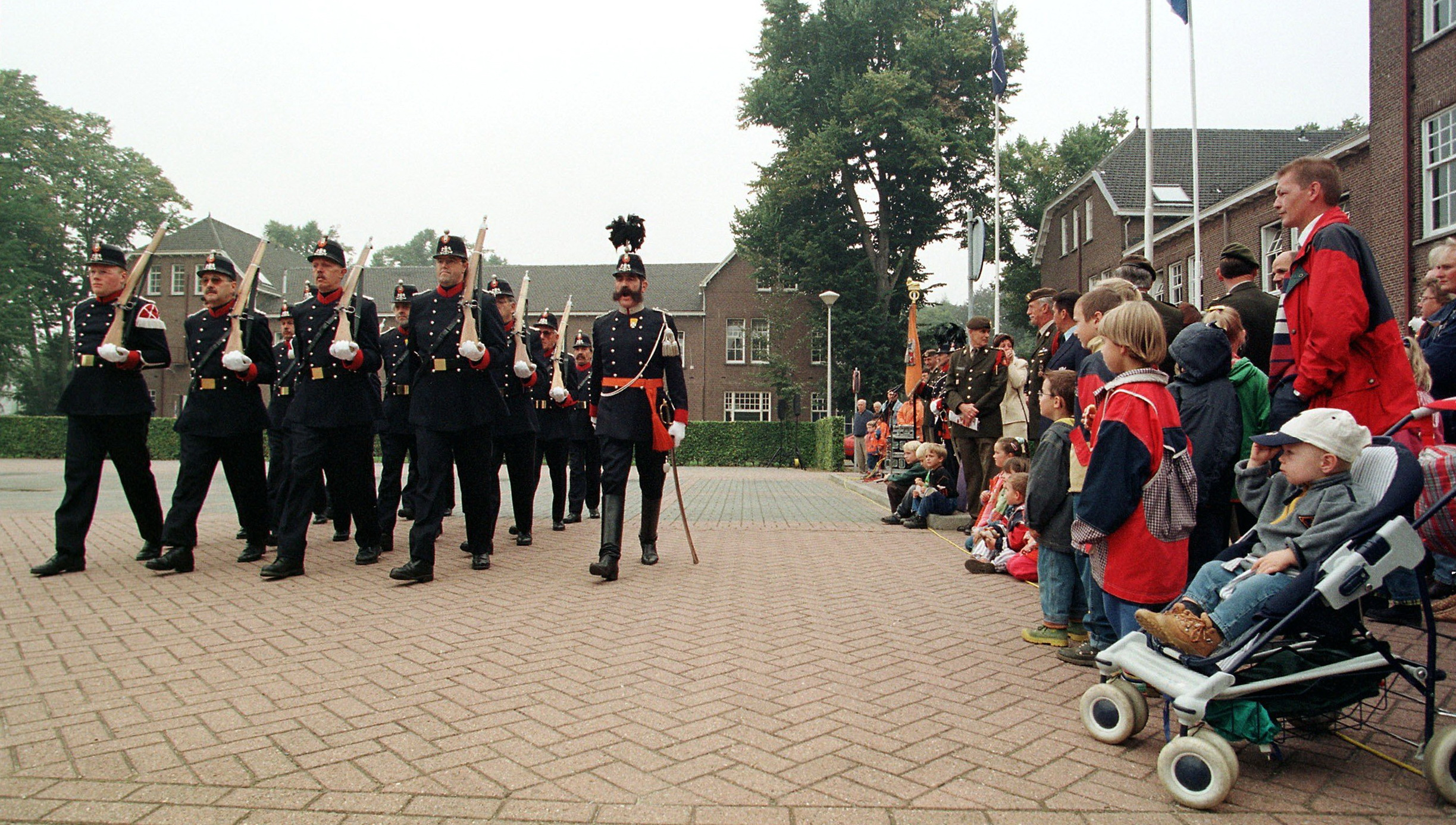
De DD Stadsschutterij tijdens een open dag in de Tapijnkazerne, 1997

Op 18 augustus 1980 werd in de Hoofdwacht op het Vrijthof de heroprichtingsakte ondertekend van de Maestrichtsche DienstDoende Stadsschutterij 1815. Een jaar later had de vereniging 45 leden. Voorzitter was de latere wethouder Frits Corten. De naam is enigszins misleidend, aangezien dit geen "dienstdoende" schutterij met een militaire taak is, maar eigenlijk een re-enactmentgroep. De uniformering en uitrusting van de schutterij is hetzelfde als die van haar voorgangers in de 19e eeuw. Het verenigingsvaandel uit 1982 is een getrouwe kopie van het militaire vaandel uit 1871. In 1984 werd een schietboom geplaatst op de oefenweide op de Sint-Pietersberg. Een jaar later werd daar een groot bondsschuttersfeest georganiseerd met zeventien deelnemende schutterijen en circa vijfduizend bezoekers. De stadsschutterij bleef ruim 30 jaar lid van deze R.K. Zuid-Limburgse Schuttersbond. Op zondag 15 juli 2001 organiseerde de schutterij het Zuid-Limburgs Federatiefeest met ruim 60 deelnemende schutterijen en enkele duizenden bezoekers.
De schutterij geeft jaarlijks acte de présence bij een tiental gelegenheden: schuttersfeesten (o.a. het Oud Limburgs Schuttersfeest), Koningsdag, de Stadsprocessie, de Allerzielenviering en de intocht van Sinterklaas. Hoogtepunten waren: de ere-escorte bij het bezoek van Paus Johannes Paulus II (1985), de erewacht op het Binnenhof in Den Haag op Prinsjesdag, de begeleiding van kroonprins Willem-Alexander tijdens zijn bezoek aan Maastricht (1996), de deelname aan een mini-taptoe bij gelegenheid van de NAVO-topconferentie in Maastricht (1997), en diverse buitenlandse optredens, onder andere in Brussel, Koblenz en Wenen.
Het archief van de historische schutterij (1815-1907) heeft een omvang van 4,10 meter en bevindt zich in het Regionaal Historisch Centrum Limburg te Maastricht.